# 王沢山
王 沢山（おう たくざん、1935年10月10日 - ）は、中華人民共和国爆発物の専門家。吉林省永吉県出身。中国工程院院士。

## 経歴
1935年10月10日、吉林省永吉県で生まれる。吉林市第一初級中学、第一高級中学、第二高級中学を経て、1960年、ハルビン軍事工程学院（現在の中国人民解放軍国防科技大学）炮兵工程系を卒業。大学卒業後、炮兵工程学院（現在の南京理工大学）講師となり、1980年に助教授、1985年から教授に就任した。1961年3月に中国共産党入党。2017年6月、中国共産党第19回全国代表大会代表に選出される。

## 栄典
1999年、中国工程院院士

## 受賞
- 1993年、国家科学技術進歩賞一等賞
- 1996年、国家技術発明賞一等賞
- 1997年、何梁何利基金科学と技術進歩賞
- 1998年、国家技術発明賞三等賞
- 2016年、国家技術発明賞一等賞
- 2018年1月8日、国家最高科学技術賞[1][2]